# Формула зеро (фільм)
«Формула зеро» — фільм 2006 року.

## Синопсис
Марина, Володя і професор Шерман – вчені-винахідники, що працюють над важливим і серйозним проектом. Однак їх, без пояснень і відстрочок, просять покинути лабораторію, украй необхідну для їхньої справи. Тепер тут розташовується казино. Вчені, щоб добути потрібну суму для проекту, збираються виграти її у тих, хто викупив їхнє місце роботи.

## У ролях
- Ігор Ясулович — Георгій Шерман
- Володимир Жеребцов — Володя
- Світлана Іванова — Марина
- Олена Івченко — Жанна Басманова, власниця казино
- Фархад Махмудов — Надир
- Наталя Житкова — Соня
- Сергій Внуков — Шаталов, детектив
- Григорій Шевчук — Михайло, помічник Жанни
- Вікторія Герасимова — Світлана, круп'є
- Анжеліна Кареліна — Лола, круп'є
- Сергій Жарков — Діма, круп'є
- Гнат Акрачков — Макс
- Олександр Пятков — Петро, бізнесмен
- Сергій Дорогов — Григорій Блінов, директор НДІ
- Іван Жидков — Денис